# Midori-ku (Saitama)
Midori-ku (jap. 緑区, dt. ‚grüner Bezirk‘) ist ein Stadtbezirk (ku) der japanischen Stadt Saitama.

## Geschichte
Als eigenständige Stadt mit über 500.000 Einwohnern war Urawa bis 2001 der Verwaltungssitz der Präfektur Saitama auf Honshū, der Hauptinsel von Japan. Am 1. Mai 2001 wurde Urawa als Stadt (Shi) aufgelöst und mit Ōmiya, Yono und Iwatsuki zur neuen Präfekturhauptstadt Saitama zusammengelegt, in der die ehemalige Stadt Urawa die südlichen Stadtbezirke Sakura (‚Kirsche‘), Urawa, Minami (‚Süden‘) und Midori bildet.

## Verkehr

### Straße
- Tōhoku-Autobahn nach Aomori
- Nationalstraße 17 nach Tōkyō oder Niigata

### Zug
- JR Musashino-Linie nach Funabashi und Fuchu